# Raimund Litschko
Raimund Litschko (ur. 21 sierpnia 1967 w Sonnebergu) – wschodnioniemiecki skoczek narciarski. Uczestnik Mistrzostw Świata w Narciarstwie Klasycznym 1987. W 1988 zakończył karierę.

## Puchar Świata w skokach narciarskich

### Miejsca w klasyfikacji generalnej
- sezon 1986/1987: 60

## Mistrzostwa świata
- Indywidualnie
  - 1987 Oberstdorf (RFN) – 58. miejsce (skocznia duża), 14. miejsce (skocznia normalna)
- Drużynowo
  - 1987 Oberstdorf (RFN) – 5. miejsce